# Asociación Nacional para el Cambio
La Asociación Nacional para el Cambio (en árabe: الجمعية الوطنية للتغيير‎) es una asociación de ciudadanos egipcios cuyo objetivo es cambiar la realidad política de su país, Egipto. 

## Generalidades
Está integrada por representantes civiles y juveniles, y está por encima de ideologías políticas o religiones. Surgió de la necesidad de agrupar en una Asamblea Nacional a todas las voces que reclamaban un cambio. Su representante principal es el premio Nobel de la paz, Mohamed el-Baradei. Su objetivo general es promover una política basada en la democracia y la justicia social. Para ello, considera que se hacen necesarias reformas políticas profundas, además de la urgente modificación de los artículos 76, 77 y 88 de la constitución egipcia.
Algunas figuras clave del partido político Hermanos Musulmanes acudieron a la asamblea. Sin embargo, no está claro que exista vinculación directa con el movimiento. Así como tampoco se sabe aún si Amr Moussa, el representante de la Liga Árabe, formará parte del mismo.